# Adolfína Tkačíková
Adolfína Tačová, coniugata Tkačíková (Petřkovice, 19 aprile 1939), è un'ex ginnasta cecoslovacca, vincitrice di due medaglie d'argento ai Giochi olimpici.

## Carriera
All'età di 15 anni si unì al club sportivo della città di Ostrava, il Dotýkaní Ostravou e nel 1957 entra a far parte della nazionale al fianco di Eva Bosáková e Věra Čáslavská. Inanellò una serie di medaglie d'argento consecutive nelle manifestazioni internazionali a squadre, mentre individualmente raggiunse la quarta posizione nel concorso individuale a Roma 1960, oscurata dalle prestazioni delle tre atlete sovietiche. In patria fu campionessa per tre volte dal 1959 al 1962.
Un infortunio al tendine di Achille nel 1966 la costringe a fermarsi e a dichiarare, l'anno seguente, il proprio abbandono alle gare agonistiche. Divenne dapprima allenatrice e poi arbitro internazionale. Nel 2011 è stata premiata nella città natale come persona distintasi nello sport.

## Palmarès
| Anno | Manifestazione  | Sede  | Evento             | Risultato | Prestazione | Note |
| ---- | --------------- | ----- | ------------------ | --------- | ----------- | ---- |
| 1958 | Mondiali        | Mosca | Concorso a squadre | Argento   | -           |      |
| 1960 | Giochi olimpici | Roma  | Concorso a squadre | Argento   | 373.323     |      |
| 1962 | Mondiali        | Praga | Concorso a squadre | Argento   | -           |      |
| 1964 | Giochi olimpici | Tokyo | Concorso a squadre | Argento   | 379.989     |      |